# Braga
Braga ('bɾagɐ) è un comune portoghese di 201 583 abitanti situato nel distretto di Braga.
Seconda città del Portogallo settentrionale per importanza dopo Porto, preceduta per numero di abitanti da Vila Nova de Gaia e dalla stessa Porto è un notevole centro economico agricolo e industriale. Antica primaziale del Portogallo, è detta la "Roma portoghese" ed è anche sede universitaria.
Nel 2012 Braga è stata Capitale europea dei giovani.

## Geografia fisica
Situata nel cuore dell'antica provincia del Minho, Braga si trova in una regione di transizione tra est e ovest, tra montagne, foreste, grandi vallate, pianure e campi, con spazi naturali modellati dall'intervento umano. Il territorio cittadino, che ha una superficie di 184 chilometri quadrati, confina a nord con i comuni di Vila Verde e Amares, a nord-est e ad est con Póvoa de Lanhoso, a sud e sud est con Guimarães e Vila Nova de Famalicão e ad ovest con il comune di Barcelos.
La topografia del comune è caratterizzata da valli irregolari, intervallate da spazi montuosi, alimentati da fiumi che corrono paralleli ai principali corsi d'acqua. A nord il comune è delimitato dal fiume Cávado, a sud dal terreno della Serra dos Picos fino a un'altezza di 566 metri e verso est dalla Serra dos Carvalhos fino a un'altezza di 479 metri, aprendosi verso i comuni di Vila Nova de Famalicão e Barcelos. Il territorio si estende da nord est a sud ovest, accompagnando le valli dei due fiumi, alimentati da molti dei suoi affluenti a formare piccole piattaforme tra i 20 e i 570 metri.
Il comune si trova tra i 20 metri e i 572 metri di altitudine, con il centro urbano situato a circa 215 metri sul livello del mare. A nord, dove il territorio è solcato dal Cavado, il terreno è semipianeggiante, a est è montuoso a causa della presenza della Serra do Carvalho (479 metri di altitudine), la Serra dos Picos (566 metri), il Monte do Sameiro 572 metri e il Monte de Santa Marta (562 metri). Tra la Serra do Carvalho e la Serra dos Picos si trova il fiume Este, che forma la valle della Vale d'Este. Allo stesso modo tra la Serra dos Picos e il Monte do Sameiro esiste l'altopiano di Sobreposta-Pedralva. A sud e ad ovest il terreno è un misto di montagne, altipiani e valli di media estensione, che permettono il passaggio del fiume Este, e danno vita ad altre confluenze tra cui il fiume Veiga, il fiume Labriosca e vari burroni.

## Clima
Braga ha un clima mediterraneo dalle estati calde simile a quello di altre città nella penisola iberica nord-occidentale, tranne per il fatto che ha temperature estive significativamente più alte a causa della distanza dall'oceano: il massimo assoluto di temperatura è di 5 °C superiore rispetto alla vicina La Coruña o Santiago de Compostela. Le temperature più alta e più bassa registrate sono rispettivamente di 42,2 °C e -6,3 °C. Il clima è influenzato dall'Oceano Atlantico, la cui presenza condiziona i venti occidentali che si incanalano attraverso le valli della regione, trasportando grandi masse d'aria umida. Di conseguenza il clima tende ad essere piacevole, con stagioni ben definite. Le masse d'aria hanno l'effetto di mantenere l'umidità relativa mattutina intorno all'80%: le temperature medie annuali oscillano tra 12,5 °C e 17,5 °C. A causa del raffreddamento notturno il gelo si forma frequentemente tra i tre e i quattro mesi all'anno (circa 30 giorni di gelo all'anno) e ogni anno la regione riceve 1.449 millimetri di precipitazioni, con la maggiore intensità che si verifica tra autunno/inverno e inverno/primavera.

## Storia

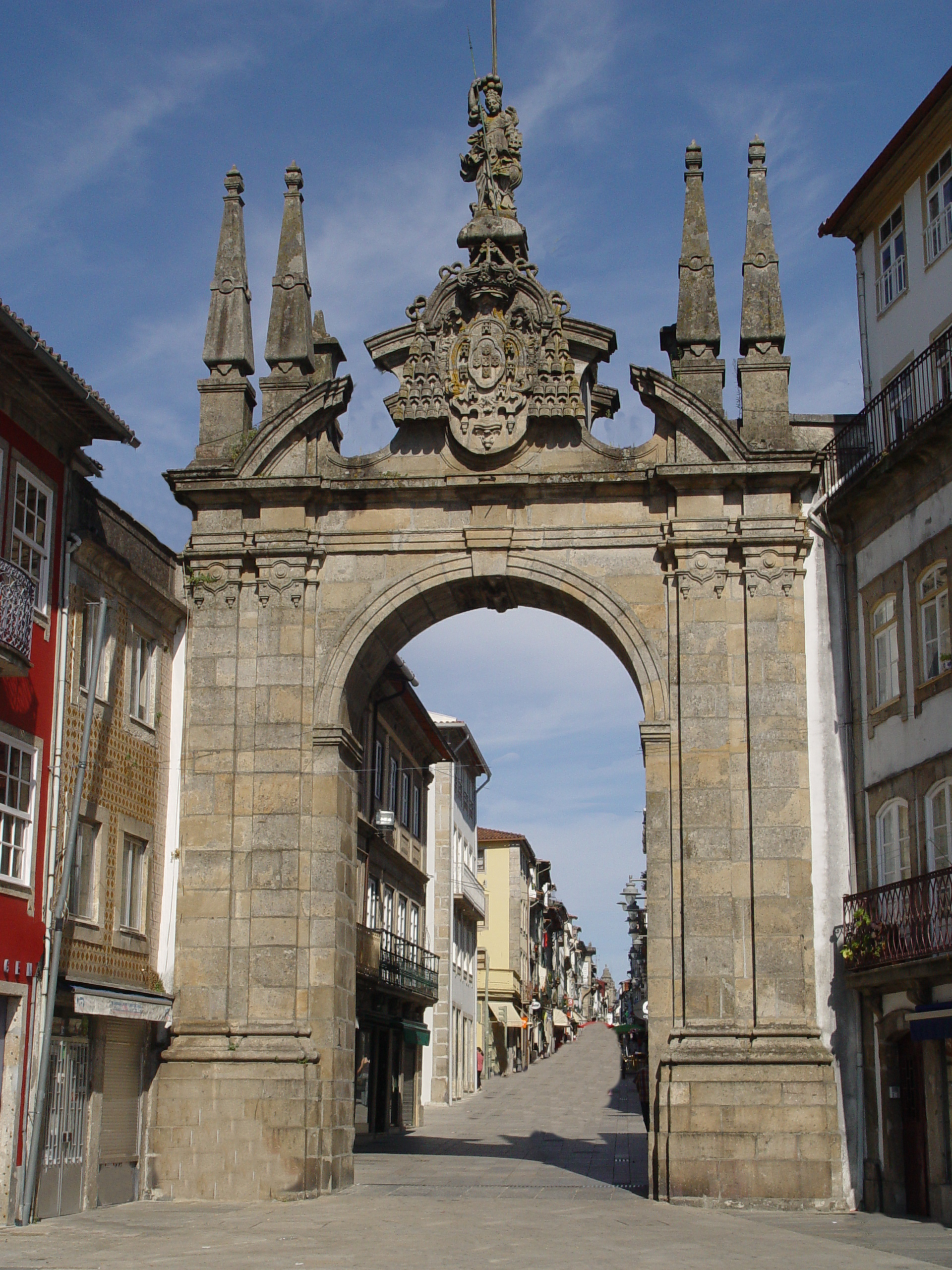
Arco da Porta Nova.

Importante insediamento romano, nel I secolo a.C. era il principale centro della Gallaecia con il nome di Bracara Augusta, nel V secolo d.C. diventò capitale del regno di Galizia e fu la prima sede vescovile di tutta la penisola iberica. Nell'VIII secolo fu occupata dagli Arabi e fu riconquistata nel 1040. Divenne poi sede primaria del regno di Castiglia fino all'indipendenza del Portogallo dagli Spagnoli e fu governata dagli arcivescovi fino alla fine del XVIII secolo. Successivamente la storia di Braga fu quella del Portogallo senza alcun protagonismo particolare.

## Monumenti e luoghi d'interesse

### Architetture religiose
- Cattedrale: fondata da Enrico di Borgogna, è primaziale delle Spagne. Costruita in forme romaniche nell'XI secolo, ha subito diverse modificazioni successive sicché oggi conserva poche tracce dell'edificio originario.
- Santuario del Bom Jesus do Monte: si trova su un colle da cui si accede con una spettacolare gradinata adornata di fontane e statue allegoriche. È in stile barocco.
- Santuario della Madonna di Sameiro.
- Igreja de São Marco.
- Igreja de Santa Cruz.
- Palazzo episcopale di Braga
- Capela da Glória: del 1330 con pareti affrescate, soffitto a cassettoni e il sarcofago scolpito dell'arcivescovo Gonçalo Pereira con statua giacente e bassorilievi.
- Capela de São Gerardo: dedicata a San Gerardo, primo vescovo di Braga.
- Capela de Nossa Senhora da Conceição: è una cappella annessa alla Chiesa di São João de Souto a forma di torre in stile gotico risalente al 1525.
- Igreja do Pópulo: è una chiesa che faceva parte di un complesso conventuale oggi occupato dal Comune. Eretta alla fine del Cinquecento è stata rimaneggiata in forme barocche.
- Cappella di São Frutuoso de Montélios: si trova su un'altura su cui c'era un antico monastero. Di fianco c'è una piccola chiesa romano-bizantina del VII secolo, una delle poche testimonianze dell'architettura dei Visigoti.
- Monastero benedettino: ricostruito nei secoli XVII-XVIII.
- Seminário de São Tiago: grande edificio del XVIII secolo.

### Architetture civili
- Municipio di Braga
- Palazzo Raio: del XVIII secolo.
- Casa dei Setacci: del XVIII secolo.
- Arco da Porta Nova

### Architetture militari
- Torre di Menagém.

### Siti archeologici
- Zona Arqueológica: comprende gli scavi dell'antica città romana.

## Società

### Evoluzione demografica
| Popolazione di Braga (1801 – 2006) | Popolazione di Braga (1801 – 2006) | Popolazione di Braga (1801 – 2006) | Popolazione di Braga (1801 – 2006) | Popolazione di Braga (1801 – 2006) | Popolazione di Braga (1801 – 2006) | Popolazione di Braga (1801 – 2006) | Popolazione di Braga (1801 – 2006) | Popolazione di Braga (1801 – 2006) | Popolazione di Braga (1801 – 2006) | Popolazione di Braga (1801 – 2006) | Popolazione di Braga (1801 – 2006) | Popolazione di Braga (1801 – 2006) | Popolazione di Braga (1801 – 2006) |
| ---------------------------------- | ---------------------------------- | ---------------------------------- | ---------------------------------- | ---------------------------------- | ---------------------------------- | ---------------------------------- | ---------------------------------- | ---------------------------------- | ---------------------------------- | ---------------------------------- | ---------------------------------- | ---------------------------------- | ---------------------------------- |
| 1801                               | 1849                               | 1900                               | 1911                               | 1920                               | 1930                               | 1940                               | 1950                               | 1960                               | 1970                               | 1981                               | 1991                               | 2001                               | 2006                               |
| 30552                              | 40004                              | 58339                              | 60836                              | 50019                              | 60761                              | 75846                              | 84142                              | 92938                              | 96220                              | 125472                             | 141256                             | 164192                             | 173946                             |

## Cultura

### Musei
- Museu de Arte Sacra: che fra tanti oggetti di arte sacra contiene anche il Tesoro della cattedrale ricco di oggetti preziosi.
- Museu dos Biscainhos: è in un palazzo del Settecento ed è dedicato alle arti decorative. Il giardino è in stile barocco.
- Museu Pio XII
- Museu Medina

Gli ultimi due musei sono ospitati nel Seminário de São Tiago.

### Teatro
- Theatro Circo: un teatro del 1915.

### Eventi
- Settimana Santa: particolarmente sentita, con fastose cerimonie e processioni.
- Festa di San Giovanni: dal 23 al 25 giugno.

Queste feste sono fra le più note del Portogallo e attirano anche le popolazioni limitrofe.

## Geografia antropica

### Suddivisioni amministrative
Dal 2013 il concelho (o município, nel senso di circoscrizione territoriale-amministrativa) di Braga è suddiviso in 37 freguesias principali (letteralmente, parrocchie).
Freguesias
1. Adaúfe
2. Arentim: Arentim, Cunha
3. Braga (Maximinos, Sé, Cividade): Braga (Maximinos), Braga (Sé), Braga (Cividade)
4. Braga (São José de São Lázaro, São João do Souto): Braga (São José de São Lázaro), Braga (São João do Souto)
5. Braga (São Vicente)
6. Braga (São  Vitor)
7. Cabreiros e Passos (São Julião): Cabreiros, São Julião dos Passos
8. Celeirós, Aveleda e Vimieiro: Celeirós, Aveleda, Vimieiro
9. Crespos e Pousada: Crespos, Pousada,
10. Escudeiros e Penso (Santo Estêvão e São Vicente): Escudeiros, Penso (Santo Estêvão), Penso (São Vicente)
11. Espinho
12. Esporões
13. Este (São Pedro e São Mamede): Este (São Pedro), Este (São Mamede)
14. Ferreiros e Gondizalves: Ferreiros, Gondizalves
15. Figueiredo
16. Gualtar
17. Guisande e Oliveira (São Pedro): Guisande, Oliveira (São Pedro)
18. Lamas
19. Lomar e Arcos: Lomar, Arcos
20. Merelim (São Paio), Panóias e Parada de Tibães: Merelim (São Paio), Panóias, Parada de Tibães
21. Merelim (São Pedro) e Frossos: Merelim (São Pedro), Frossos
22. Mire de Tibães
23. Morreira e Trandeiras: Morreira, Trandeiras
24. Nogueira, Fraião e Lamaçães: Nogueira, Fraião, Lamaçães
25. Nogueiró e Tenões: Nogueiró, Tenões
26. Padim da Graça
27. Palmeira
28. Pedralva
29. Priscos
30. Real, Dume e Semelhe: Real, Dume, Semelhe
31. Ruilhe
32. Santa Lucrécia de Algeriz e Navarra: Santa Lucrécia de Algeriz, Navarra
33. Sequeira
34. Sobreposta
35. Tadim
36. Tebosa
37. Vilaça e Fradelos: Vilaça, Fradelos

## Relazioni internazionali

### Gemellaggi
- Astorga
- Bissorã
- Clermont-Ferrand
- Puteaux
- Santo André
- São Nicolau
- Poggibonsi

## Sport

### Calcio
La squadra calcistica della città è lo Sporting Clube de Braga che gioca all'Estádio Municipal de Braga. L'impianto ha ospitato due partite degli Europei 2004.